# Johan Gabriel Doppelmayr

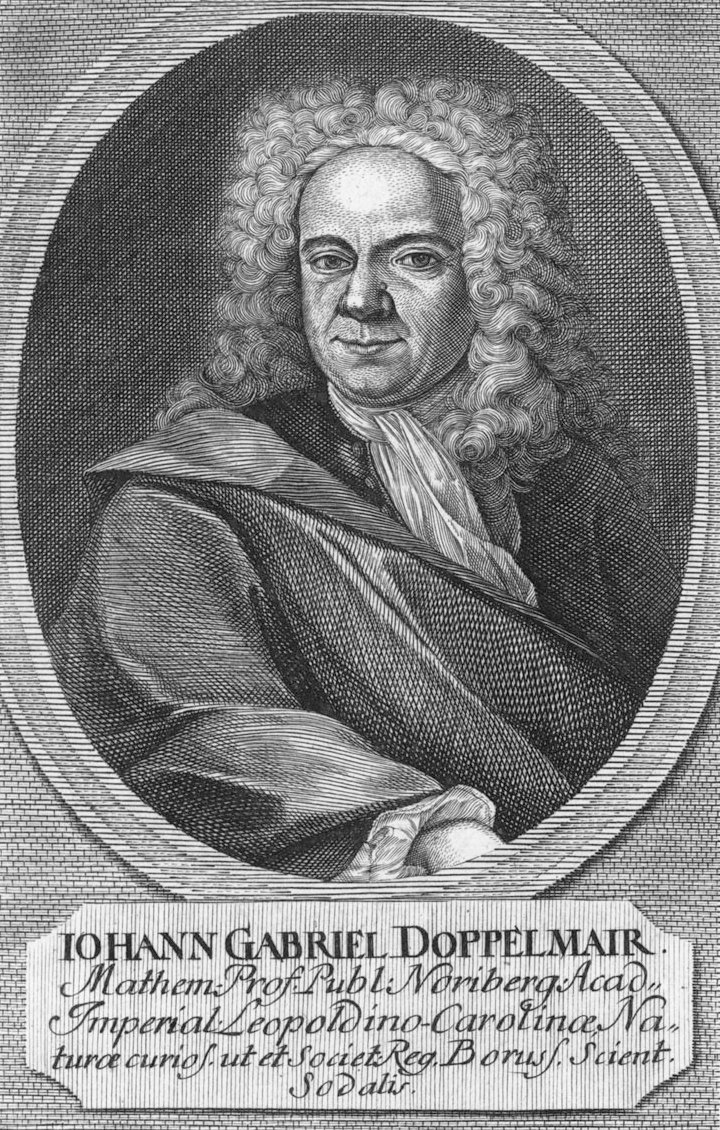
Johann Gabriel Doppelmayr.

Johann Gabriel Doppelmayr, soms Doppelmayer of Doppelmair gespeld (Neurenberg, 27 september 1677 – aldaar, 1 december 1750), was een Duits wiskundige, astronoom en cartograaf.
Hij was de zoon van de koopman Johann Siegmund Doppelmayr die na het Aegidien-Gymnasium in Nürnberg in 1696 naar de ondertussen verdwenen Universiteit van Altdorf ging. Hij studeerde daar fysica, wiskunde en rechten in 1696. Als proefschrift schreef hij in 1698 over de zon. 
Hij studeerde enige tijd aan de Martin-Luther Universiteit in Halle, waar hij tevens Frans en Italiaans leerde. 
Nadat hij zijn studie rechten beëindigde, reisde hij twee jaar lang en studeerde ondertussen. Hij bezocht meerdere steden in Duitsland, Nederland en Engeland, waaronder Utrecht, Leiden, Oxford en Londen.
Hij was leerkracht wiskunde aan het Aegidien-Gymnasium van 1704 tot aan zijn overlijden. 
Hij is bekend door zijn publicaties over natuurwetenschappen, wiskunde en astronomie, waaronder boldriehoeksmeetkunde, hemelkaarten en zonnewijzers. 
Een van zijn publicaties bevatte biografische gegevens over verschillende wiskundigen en instrumentbouwers in Nürnberg. In 1742 werkte hij de Atlas Coelestis af van de monnik Johann Batiste Homann, een van zijn medewerkers. 
Hij trouwde met Susanna Maria Kellner in 1716 en kreeg vier kinderen. 
Hij was lid van meerdere wetenschappelijke organisaties, waaronder de Berlin Academy, de Royal Society in 1733 en de Petersburg Academy of Sciences in 1740.
De krater Doppelmayer op de maan is naar hem genoemd door Johann Hieronymus Schröter in 1791. Ook de kleine planeet 12622 Doppelmayr kreeg zijn naam.